# Daniel Fabre
Daniel Fabre   (Narbona, 21 de febrer de 1947 - Tolosa, 23 de gener de 2016), va ser un etnòleg i antropòleg francès.

## Biografia
Daniel Fabre va ser ajudant de sociologia i després professor ajudant i professor d'antropologia a la Universitat de Tolosa III - Paul Sabatier. Responsable d'un seminari des de 1976, va ser escollit l'any 1989 director d'estudis de l'Escola d'Estudis Avançats en Ciències Socials, càtedra d'Antropologia Europea. Va fundar l'any 1978, amb l'arqueòleg Jean Guilaine, el Centre d'Antropologia de les Societats Rurals, que després esdevingué el Centre d'Antropologia de Tolosa, que va dirigir fins al 1997. L'any 2000, va crear amb una quinzena d'antropòlegs, sociòlegs i historiadors el Laboratori d'Antropologia i Història de la Institució de Cultura (LAHIC), amb el suport del Ministeri de Cultura de França, un dels equips de l'Institut Interdisciplinari d'Antropologia Contemporània (IIAC UMR8177 CNRS/EHESS), del qual va ser director l'any 2013. Des de 1999, va ensenyar l'antropologia de les religions a la Universitat de Roma «Tor Vergata», centrant-se en l'anàlisi de les transferències de la sacralitat de la religió a la política i la cultura.
Del 2004 al 2008, va ser president de la secció 38 (Antropologia) del Comitè Nacional d'Investigació Científica del CNRS. Del 1993 al 1997 va presidir el Consell de la Missió de Patrimoni Etnològic del Ministeri de Cultura. Va presidir l'«ethnopole Garae», aprovat pel Ministeri de Cultura, a la Casa de la Memòria, a Carcassona. Va ser membre del consell editorial de la revista Ethnologie française (de 1976 a 1993), i de L'Homme: revue française d'anthropologie (de 1986 a 1995). Va ser codirector de Gradhiva, una revista bianual fundada el 1986 per Jean Jamin i Michel Leiris, i publicada a partir del 2005 pel museu Quai Branly. Ha col·laborat en diverses empreses col·lectives fruit del diàleg entre història i antropologia: Histoire de la vie privée (Història de la vida privada) (vol. III, 1986, dir. Roger Chartier); Les lieux de mémoire (Els llocs de memòria) (vol. III(2), 1992, dir. Pierre Nora); Histoire de la France (Història de França) (vol. 4, Les formes de la culture, 1993, dir. André Burguière); Histoire des jeunes en Occident (Història dels joves d'Occident) (vol. 2, 1996, dir. Giovanni Levi i Jean-Claude Schmitt). Ha liderat nombrosos equips que han obert nous camps de recerca sobre l'antropologia de l'escriptura, les cultures nacionals a Europa, la patrimonialització, les altres arts, i la teoria general de la cultura.
Després d'iniciar la recerca sobre la literatura oral, el carnaval, les comunitats rurals i l'antropologia de les escriptures ordinàries, es va interessar per la teoria de la iniciació, a les formes modernes del culte a l'artista i a l'escriptor, a l'antropologia de les arts i la literatura, i a la història europea des d'una perspectiva etnològica.

## Publicacions

### Autor o coautor d'obres
- Jean de l'Ours : analyse formelle et thématique d'un conte populaire (en francès).  Carcassonne: Éd. de la revue Folklore, 1969.
- Una contairina populara audenca (en francès).  Montpellier: Obradors, Centre d'études occitanes, Université Paul Valéry, 1970. Amb Jacques Lacroix.
- La tradition orale du conte occitan: les Pyrénées audoises' (en francès).  París: Presses universitaires de France, 1973-1975. (dos volums). Amb Jacques Lacroix.
- La vie quotidienne des paysans du Languedoc au s. XIXe, (en francès).  París: Hachette-Littérature, 1973. Amb Jacques Lacroix.
- La Fête en Languedoc : regards sur le carnaval aujourd'hui (en francès).  Toulouse: Privat, 1977. Fotografies de Charles Camberoque.
- Le Brigand de Cavanac : le fait divers, le roman, l'histoire (en francès).  Lagrasse: Verdier, 1982. Amb Dominique Blanc. Reedició revisada i ampliada: Lagrasse, Verdier, 2015[Nota 1]
- Les Cahiers du Sud : la génération de 1930 (en francès).  París: Centre national des lettres, 1987. (catàleg d'exposició)
- Carnaval ou La fête à l'envers (en francès).  París: Gallimard, 1992 (Découvertes Gallimard / Culture et société (1a part, n. 135)).
- Bataille à Lascaux : comment l'art préhistorique apparut aux enfants (en francès).  París: L'Echoppe, 2014.

### Director d'obres o de números de revistes
- Communautés du Sud (en francès).  París: UGE, 10/18, 1975. Junt amb J. Lacroix.
- «Le retour des morts» (en francès). Études rurales, 105-106, 1987.
- Les Audois: dictionnaire biographique (en francès).  Carcassonne: Association des amis des Archives de l'Aude/Association des amis des Archives de l'Aude/Fédération audoise des œuvres laïques/Société d'études scientifiques de l'Aude, 1990. Junt amb R. Cazals.
- «Apprentissages, hommage à Yvonne Verdier» (en francès). Ethnologie française, XXI-4 (volum especial), 1991.
- Vers une ethnologie du présent (en francès).  París: Maison des sciences de l'homme, 1992 (Ethnologie de la France). Junt amb G. Althabe i G. Lenclud.
- Écritures ordinaires (en francès).  París: P.O.L., 1993.
- L'Europe entre cultures et nations (en francès).  París: Maison des sciences de l'homme, 1996 (Ethnologie de la France).
- Par écrit, ethnologie des écritures quotidiennes (en francès).  París,: MSH, 1997 (Ethnologie de la France).
- La Fabrique des héros (en francès).  París: MSH, 1998. Junt amb P. Centlivres i F. Zonabend.
- «Parler, chanter, lire, écrire» (en francès). Clio, histoire, femmes, sociétés, 11, 2000.
- Domestiquer l'histoire: une ethnologie des monuments historiques (en francès).  París: Maison des sciences de l'homme, 2000 (Ethnologie de la France).
- Une histoire à soi (en francès).  París: MSH, 2001. Junt amb Alban Bensa.
- Histoire de Carcassonne (en francès).  Toulouse: Privat, 2001. Junt amb Jean Guilaine.
- Gaston Vuillier, l'œil du voyageur (en francès).  Carcassonne: Garae, 2002.
- «Le Musée indien de George Catlin» (en francès). Gradhiva, 3, 2006. Junt amb Cl. Macherel.
- «Arts de l'enfance, enfances de l'art» (en francès). Gradhiva, 9, 2009.
- «Auto-biographie, ethno-biographie» (en francès). L'Homme, 195-196, 2010. Junt amb Jean Jamin i Marcello Massenzio
- Les monuments sont habités (en francès).  París: MSH,, 2010 (Ethnologie de la France). Junt amb Anna Iuso.
- Savoirs romantiques: une naissance de l'ethnologie (en francès).  Nancy: Presses universitaires de Nancy, 2011. Junt amb J. M. Privat.
- «L'anthropologie des messianismes entre France et Italie» (en francès). Archives des sciences sociales des religions, 161, 2013. Junt amb M. Massenzio.
- Émotions patrimoniales (en francès).  Maison des sciences de l'homme, 2013 (Ethnologie de la France).
- «Création» (en francès). Gradhiva. Musée du Quai Branly, 20, 2014.
- «Connaît-on la chanson?» (en francès). L'Homme, 215-216, 2015. Junt amb J. Jamin.